# Román Néphadsereg
A Román Néphadsereg  (románul: Armata Republicii Socialiste România) a Román Szocialista Köztársaság fegyveres hadereje volt 1948 és 1989 között. 1955-től a Varsói Szerződés tagja volt. A Román Néphadsereget a szárazföldi erők, a légierő és a haditengerészet alkották.
Az 1947-es szocialista berendezkedés kialakítása után a román hadsereg alapvető átalakuláson ment keresztül, hogy igazodjon a kommunista párt politikai és katonai elvárásaihoz. 1968-ban nem vett részt a Csehszlovákia elleni katonai intervencióban. 

## Története

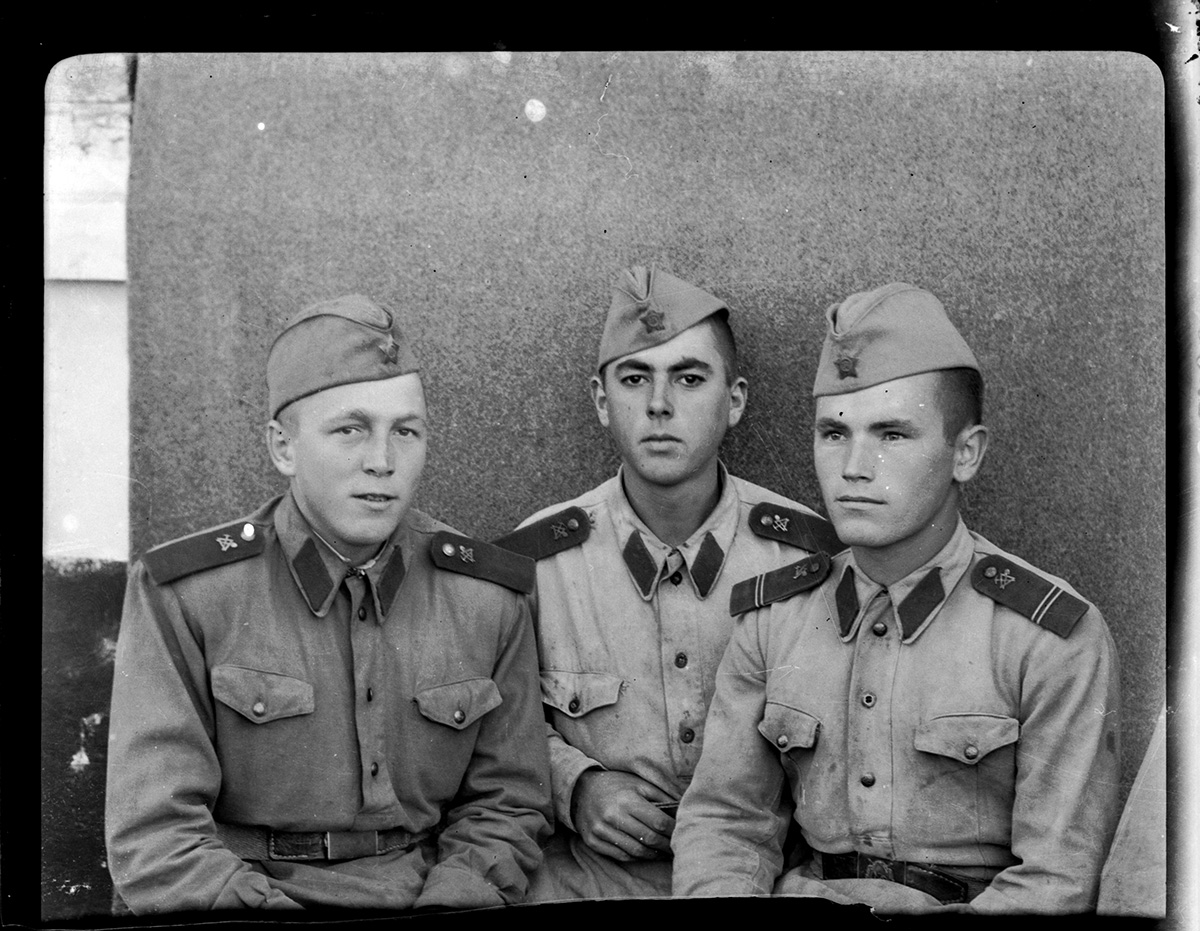
Román katonák az 1950-es években

Románia a II. világháború végétől a Szovjetunió befolyása alá került, amely erőteljesen hatott a hadsereg szervezeti és ideológiai fejlődésére. Az 1948-ban létrehozott néphadsereg és 1955-ben a Varsói Szerződéshez történő csatlakozás egyértelművé tette a román hadsereg lojalitását a szovjet katonai doktrínához és a keleti blokk közös védelmi stratégiájához. A Román Néphadsereget szovjet tanácsadók segítették, és a szovjet katonai modell alapján szervezték újjá. Ez kiterjedt a struktúrára, fegyverzetre és kiképzésre egyaránt. A kötelező katonai szolgálat minden 18. életévét betöltött férfi állampolgárra vonatkozott.
Nicolae Ceaușescu 1965-ös hatalomra kerülése után fokozatosan próbálta függetleníteni Romániát a szovjet befolyástól, és ennek részeként a hadsereg is önállóbb szerepet kapott. Bár Románia továbbra is tagja maradt a Varsói Szerződésnek, katonai politikájában egyre nagyobb önállóságra törekedett, és más szocialista országoktól eltérően nem vett részt a csehszlovákiai bevonulásban 1968-ban. A román néphadsereg szoros politikai felügyelet alatt állt. A hadsereg vezetői közé gyakran kerültek megbízható pártemberek, és a politikai tisztek fontos szerepet játszottak az ideológiai nevelésben és a párthoz való lojalitás biztosításában. A vezetés szoros kontrollja és Ceaușescu személyi kultuszának részeként a román hadseregnek lojálisnak kellett lennie a rezsim iránt. A párt próbálta megakadályozni a katonai vezetés önállóságát, ezért gyakoriak voltak a tisztogatások, különösen a magas rangú tisztek körében.

### Hadsereg a hidegháború végén és Ceaușescu bukása

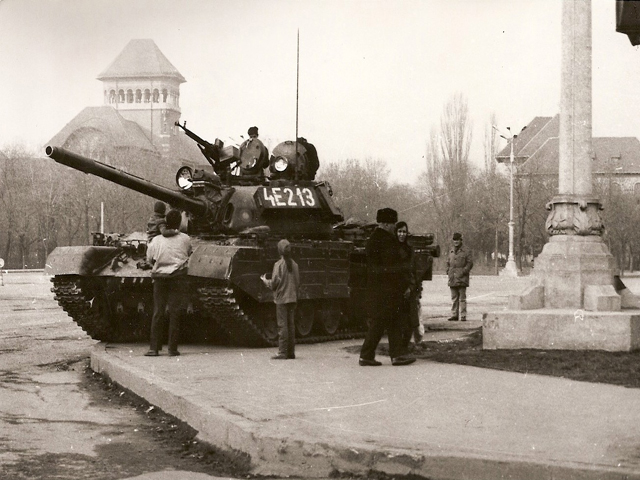
TR–85 típusú harckocsi az 1989-es forradalom idején

Az 1980-as évekre a román gazdaság romlása és az életkörülmények leromlása kihatott a katonák moráljára is, amit csak tovább rontott a párt által fenntartott szigorú fegyelem és ideológiai kontroll.
A román néphadsereg kulcsszerepet játszott az 1989-es romániai forradalomban. Bár kezdetben Ceaușescu elnyomó intézkedéseit támogatta, hamarosan megfordult a helyzet, és a katonák átálltak a tüntetők oldalára, ami jelentős szerepet játszott Ceaușescu bukásában. A hadsereg 1989 végére gyakorlatilag megtagadta a párt iránti lojalitását, és segítette a rendszer megdöntését.

## Szervezeti felépítés

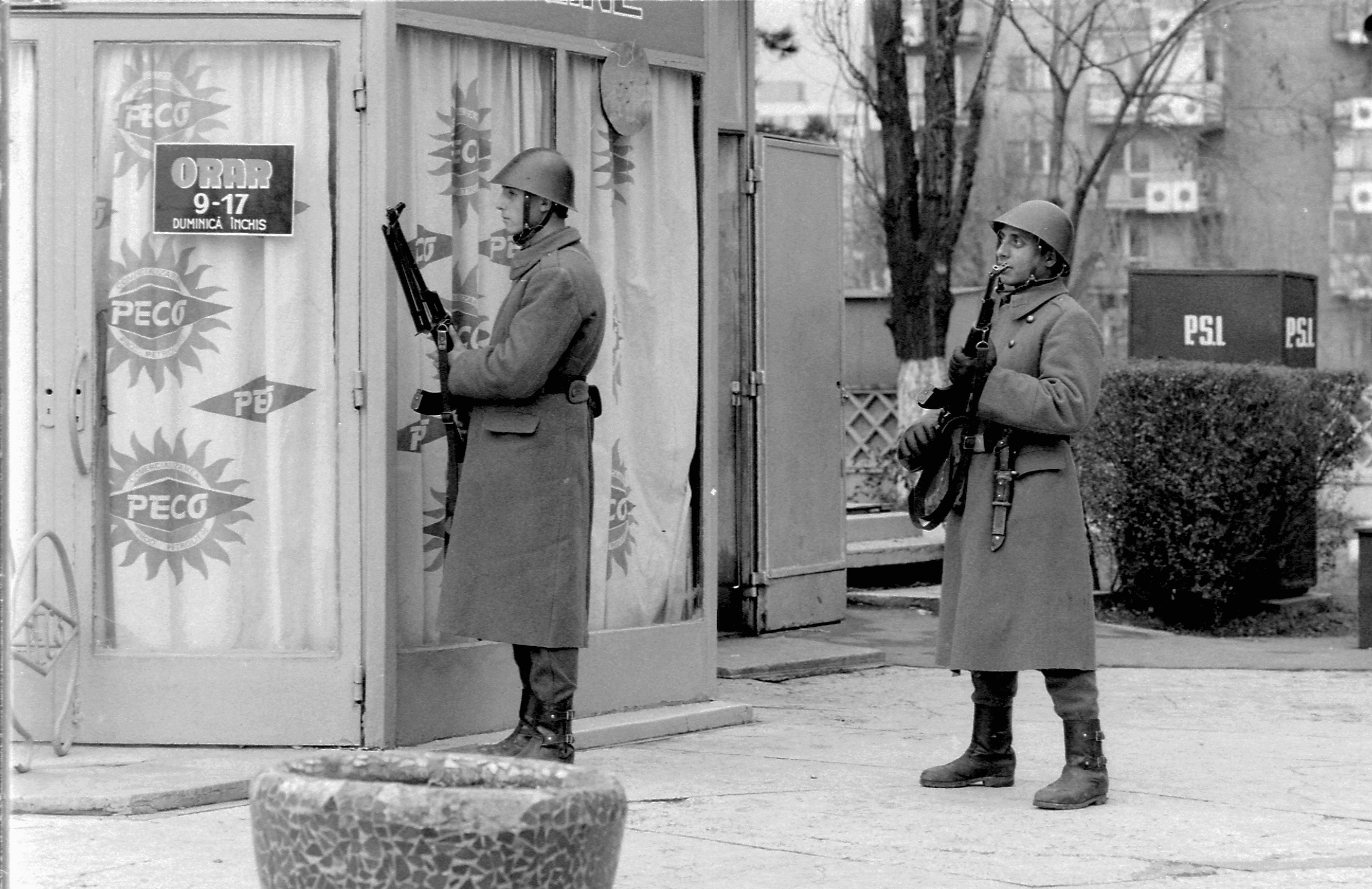
Román katonák Temesváron 1989 decemberében

A román hadsereg három ágra oszlott: szárazföldi erők, légierő és haditengerészet. A hadsereg létszáma a hidegháború alatt elérte a 200-300 ezer főt.
- Helyi milíciák és tartalékos rendszer: A román néphadsereg egy kiterjedt tartalékos rendszert és önkéntes milíciát is fenntartott, amely lehetővé tette a hadra fogható állomány gyors mozgósítását.[9][10]
- Légierő és haditengerészet: A román légierő és haditengerészet is nagyrészt szovjet mintára épült. A légierőben a szovjet MiG–21 és MiG–23 vadászgépek szolgáltak, míg a haditengerészet elsősorban Fekete-tengeri védelmi célokat látott el, bár méretét tekintve szerény maradt.[11][12]

Ceaușescu, bár támogatta a szocialista értékeket, a Szovjetunióhoz képest sokszor másként viszonyult a nemzetközi kérdésekhez. Az 1968-as prágai tavasz leverésekor például Románia nem vett részt az intervencióban, és ezzel egyfajta független politikai identitást alakított ki, amelyet a hadsereg is képviselt. A politikai megbízhatóság kiemelt szempont volt, így a hadseregben szolgáló tisztek és katonák rendszeres ideológiai oktatást kaptak. A politikai tisztek, akiket kifejezetten a párthűség biztosítására helyeztek a hadseregbe, az ideológiai nevelést felügyelték.

## Felszerelés és technológiai kapacitások

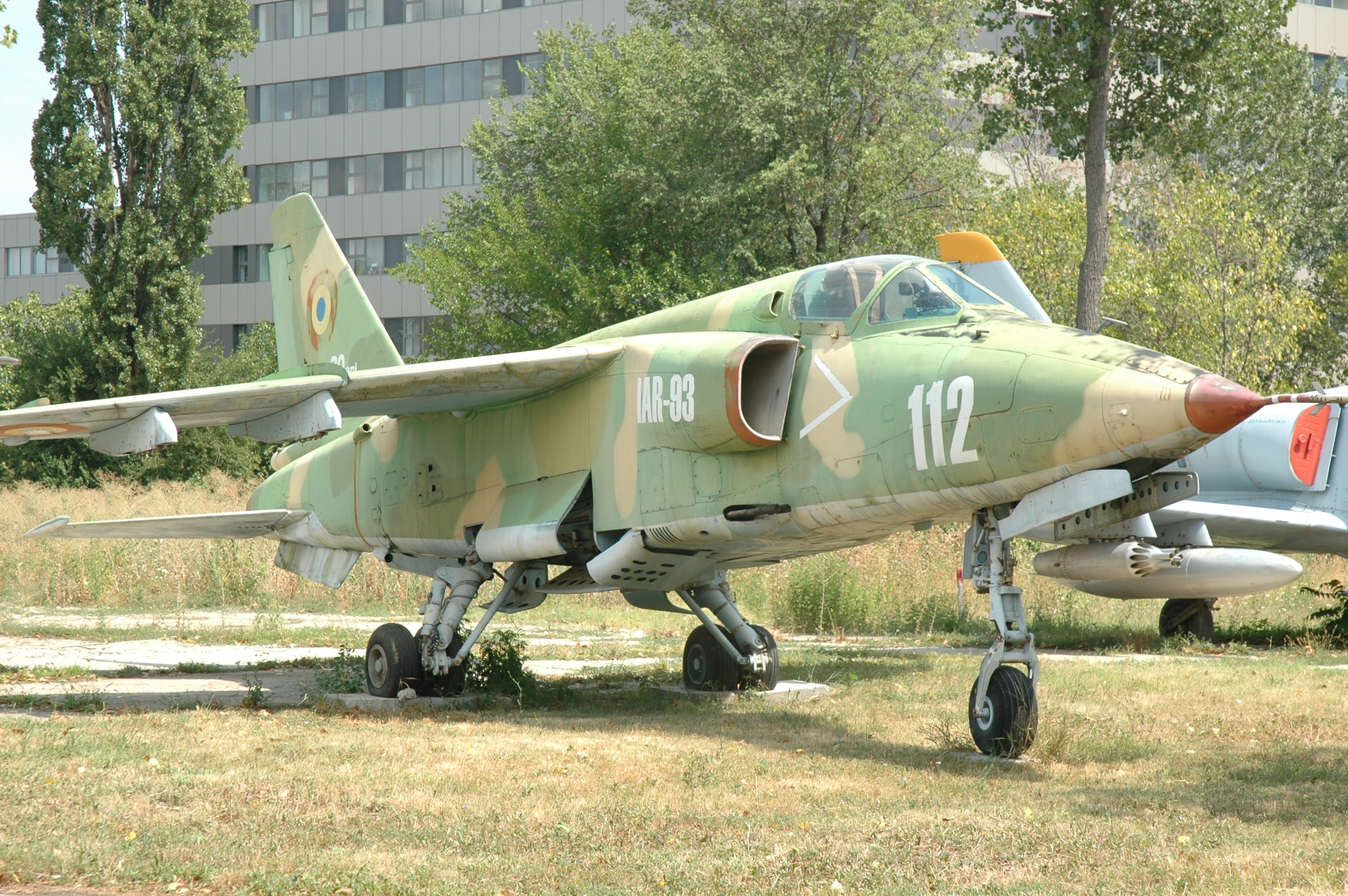
IAR 93 típusú román felderítő repülőgép

Az 1950-es években Románia szovjet típusú fegyvereket és katonai technológiákat használt, amelyek között harckocsik, repülőgépek és kézifegyverek is voltak. Az 1970-es évektől kezdve Románia saját fegyveripart kezdett kiépíteni, és igyekezett függetleníteni magát a szovjet haditechnikai utánpótlástól. Ilyen volt például a hazai gyártású román páncélozott járművek, mint a TAB-71 és TAB-77 szállítójárművek.
Ceaușescu egyedülálló katonai doktrínát fejlesztett ki, amely nagy hangsúlyt fektetett az önálló honvédelemre. A román katonai doktrína lényegében egy potenciális invázió elleni partizánharcra és az ország védelmének decentralizálására készült.

## Összegzés
A román néphadsereg a hidegháború alatt szovjet mintán alapuló, de fokozatosan önállósodó haderővé vált. Bár Románia formálisan a szovjet blokk része volt, Ceaușescu nemzeti identitásra és független katonai doktrínára törekedett, amely az önálló honvédelmet hangsúlyozta. A politikai kontroll és ideológiai felügyelet azonban végig erős maradt, és a Ceaușescu-rezsim bukásáig a hadsereg alapvetően a párthoz lojális szervezetként működött.